# 아리스티디스 콘스탄티니디스
아리스티디스 콘스탄티니디스(그리스어: Αριστείδης Κωνσταντινίδης, ? ~ ?)는 그리스의 사이클 선수이다. 그는 아테네에서 열린 1896년 하계 올림픽에 참가했다.

## 1896년 올림픽에서 거둔 성공
콘스탄티니디스는 10km, 100km, 도로 경기에 출전했다. 아테네에서 마라톤까지 갔다가 되돌아오는 87km나 되는 거리를 3시간 22분 31초만에 주파했다. 반환점을 돌자마자 자전거가 부셔져서 떨어지기도 했지만 아무 문제가 되지 않았다. 경기는 페이스메이커의 도움으로 마무리되었으며 일설에 의하면 그는 자기 자전거가 망가져서 페이스메이커의 자전거로 교체해서 끝냈다고도 한다. 또다른 자료에서는 관중들에게서 자전거를 빌려서 끝맞쳤다고도 한다.
콘스탄티니디스는 트랙 경기에서는 잘하지 못했는데 10km 경기에서는 팀동료인 요르요스 콜레티스와 충돌해서 5위로 경기를 끝냈으며 100km 경기에서는 완주조차 하지 못했다. 그는 100km경기에 출전한 9명의 선수 중 경기를 끝맞치지 못한 7명의 선수 중 하나이기도 하다.

## 1906년 올림픽
1906년 중간 올림픽 때 콘스탄티니디스는 도로 경기와 20km 경주에 출전했다. 도로 경기는 경기를 끝맞치지 못했으며 20km 대회에서는 2라운드에서 떨어졌다.

## 사이클 인생 후
콘스탄티니디스는 아테네 사이클 협회를 공동 설립했다.